# Riu Avon (Hampshire)
L'Avon és un riu del sud d'Anglaterra. Neix al comtat de Wiltshire, passa per Hampshire i finalment desemboca al comtat de Dorset, on s'uneix a la mar mitjançant el port natural de Christchurch, en el canal de la Mànega. Atès que a Anglaterra hi ha altres rius anomenats Avon, aquest de vegades rep el nom de Salisbury Avon o Hamshire Avon.

## Nom
El seu nom, pronunciat /aj.von/, en anglès antic emprat en l'època celta, volia dir simplement «riu»; és per això que hi ha més d'un riu a Anglaterra anomenat així.

## Recorregut
L'Avon neix de la unió de dos rierols: el de l'oest brolla des de Devizes i passa per la vall de Pewsey, mentre que el rierol de l'est brolla des de Pewsey, al costat del canal del Kennet-Avon. Els dos rierols s'uneixen a Upavon i flueix vers el sud travessant la plana de Salisbury passant per Durrington, Amesbury i Salisbury. Al sud de Salisbury penetra en la conca de Hampshire, passa pel marge oest de New Forest, entrant en els municipis de Fordingbridge i Ringwood. Després es troba amb les aigües del Stour a Christchurch, i desguassa a la mar pel port natural d'aquest municipi en un indret anomenat Mudeford on s'uneix al canal de la Mànega.
Els afluents de l'Avon són: el Nadder, el Wylye, el Bourne i l'Ebble, tots ells se li uneixen a prop de Salisbury.
Gairebé la meitat del seu recorregut pertany al comtat de Wiltshire. Només una petita part del riu passa completament per territori de Hampshire o pel de Dorset, mentre que una part de les seves aigües serveixen de frontera entre aquests comtats i anteriorment a l'organització territorial del 1974 tota la secció que actualment està dins o a la frontera de Dorset estava dins de Hampshire.
Hi ha un camí anomenat Avon Valley Path, que va en paral·lel amb aquest riu des de Salisbury fins a Christchurch.

## Poblacions
Les poblacions i llogarets propers a aquest riu són:
| Part alta de l'Avon - Upavon - Chisenbury - Enford - Coombe - Fittleton - Haxton - Netheravon - Figheldean - Milston - Durrington - Bulford - Amesbury Vall de Woodford - West Amesbury - Wilsford cum Lake - Great Durnford - The Woodfords - Little Durnford Salisbury - Stratford-sub-Castle - Salisbury Prats humits de Wiltshire - Britford - Bodenham - Charlton All Saints - Downton | - Breamore - Burgate - Fordingbridge - Bickton - Ibsley - Ringwood - Sopley - St Ives - Burton - Christchurch |

## Drets d'ús
La llei que permet la navegabilitat amb rem des Christchurch fins a New Sarum va ser decretada el 1664 pel rei Carles II d'Anglaterra i d'Escòcia. Recentment s'ha especificat que també les canoes poden navegar per aquest riu.
En un parell d'ocasions alguns ciutadans van apel·lar als tribunals perquè se'ls havia denegat el permís de navegació, va ser l'any 1737 i el 1772, però la llei del 1664 no s'ha derogat en cap moment.

## Conservació
El 2005 es va engegar un projecte de conservació de la vida a l'Avon, anomenat STREAM. Es tracta de protegir les diferents espècies de peixos i plantes que l'habiten: el ranuncle, el salmó europeu, la llamprea, el cavilat, el caragol Vertigo moulinsiana, l'ànec griset i el cigne petit. Es creu que l'Avon és el riu que conté més espècies de peix que cap altre riu a l'illa de Gran Bretanya.
Un altre projecte anomenat Living River, portat a terme entre el 2006 i el 2010 es va preocupar de millorar les zones d'accés i esbarjo respectant la biodiversitat de l'entorn.

## El gel de formació ràpida
Aquest és un dels rius on s'ha observat el fenomen meteorològic del gel de formació ràpida o gel ancorat. Acostuma a passar quan el riu té molt de pendent i l'aigua circula amb rapidesa en dies de temperatures extremament baixes a l'hivern, a prop de la desembocadura durant o després d'una tempesta quan la temperatura de l'aire està per sota de zero.